# 톱니날

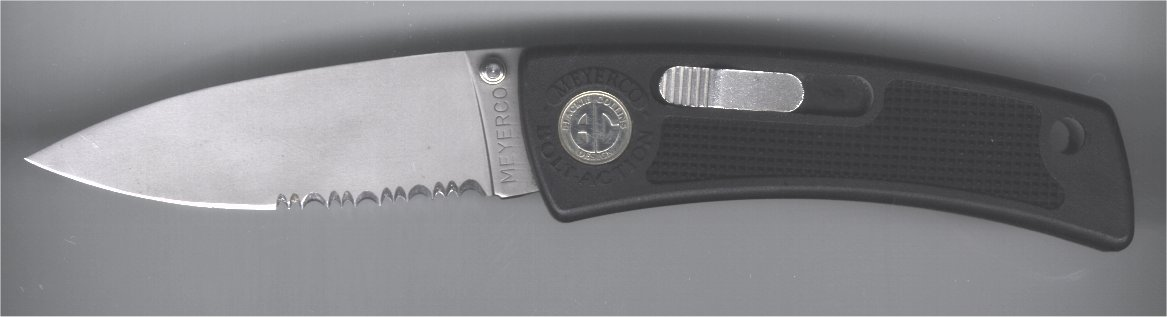

톱니날은 칼이나 가위에 사용되는 톱에 사용자는 날 종류이다.
톱니날은 재료를 자를 때 많은 작은 접촉점이 있는 자르기 위한 가장자리가 있다. 부드러운 날보다 접촉 면척을 적게 하여, 각 접촉점에서의 누르는 압력이 상대적으로 크고 접촉점은 재료를 자를 때 예리한 각도이다. 이는 접촉점이 많이 포함하는 자르는 작업이 누적된 날의 선을 따라 재료를 자르는 이는 누적되는 날의 선을 따라 재료를 자르는 역할을 하는 날의 표면의 여러 작은 찢기를 포함하는 자르는 작업을 하는 이유이다.